# Sitniczka szczecinowata
Sitniczka szczecinowata (Isolepis setacea (L.) R.Br.) – gatunek rośliny z rodziny ciborowatych. Jako gatunek rodzimy występuje w Europie, Azji i Afryce, skąd został zawleczony do Ameryki Północnej i Południowej oraz Nowej Zelandii i Tasmanii.
W Polsce rośnie w rozproszeniu na obszarze całego kraju, z wyjątkiem części północno-wschodniej.

## Morfologia

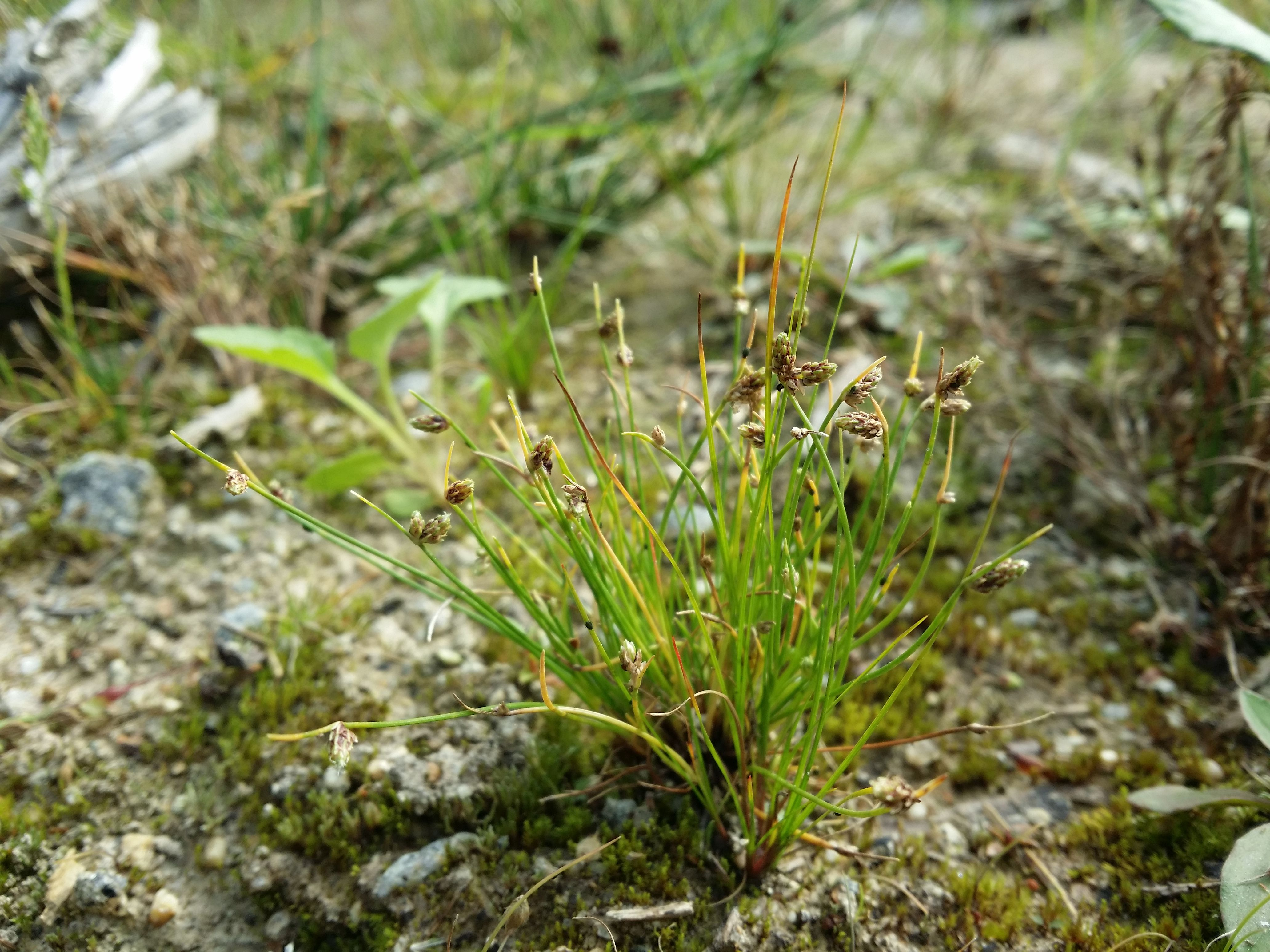
Pokrój

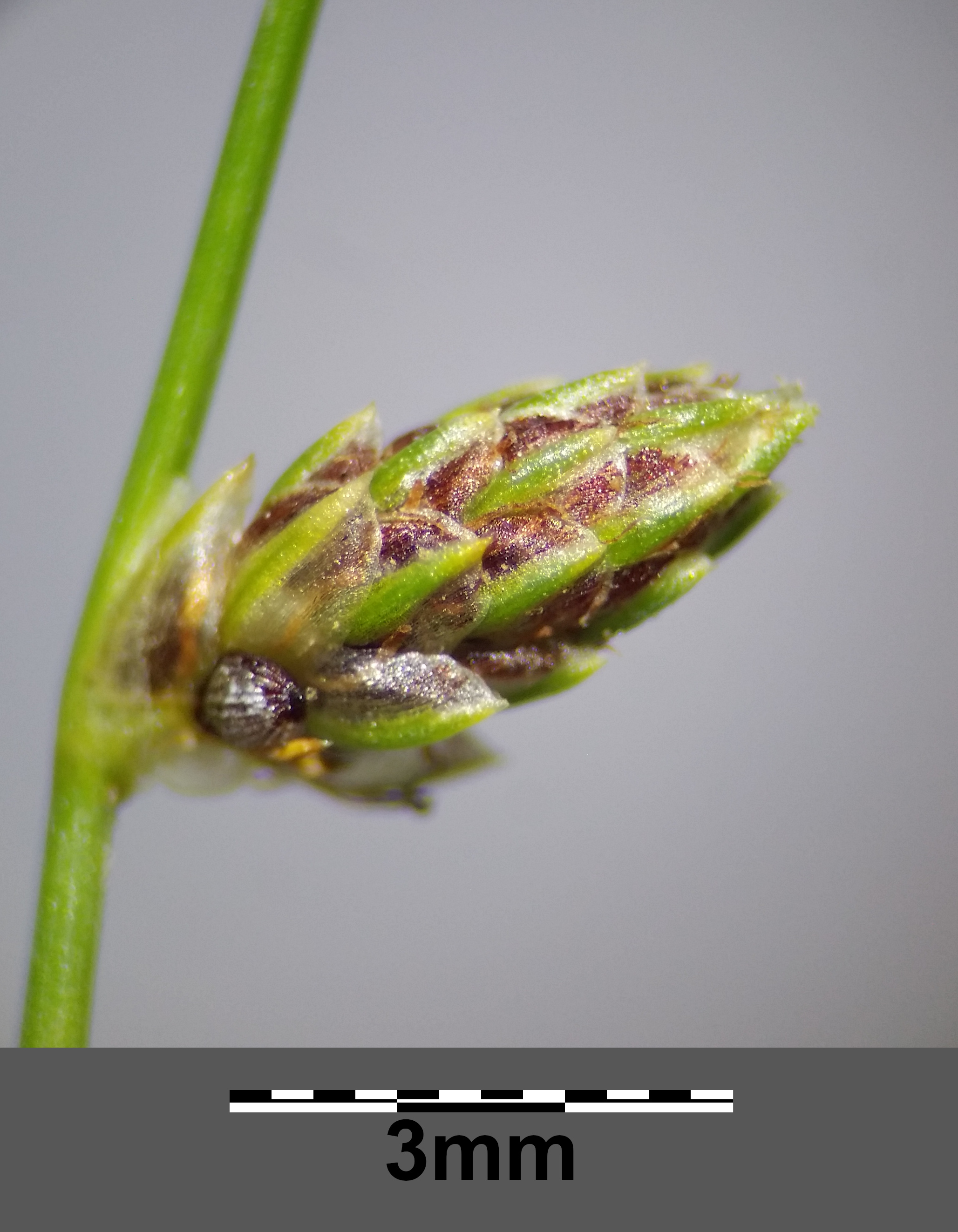
Kłosek

PokrójRoślina tworząca gęste darnie.
ŁodygaNitkowata, wiotka, o wysokości 2-20 cm.
LiścieDolne pochwy liściowe purpurowe. Najwyższa pochwa z blaszką. Liście nitkowate, pół obłe, z języczkiem.
KwiatyZebrane w 1-4 kłosy. Przysadki zielonawo-purpurowe lub brunatno-purpurowe, z zieloną smugą. Podsadka dłuższa od kłosa, lecz krótsza od łodygi.
OwocPodłużnie żeberkowany orzeszek.

## Biologia i ekologia
Roślina jednoroczna lub hemikryptofit. Kwitnie od lipca do października. Rośnie na wilgotnych, piaszczystych polach, ugorach i brzegach wód. Liczba chromosomów 2n = 28. Gatunek charakterystyczny zbiorowisk terofitów z rzędu Cyperetalia fusci.

## Zagrożenia i ochrona
Roślina umieszczona na polskiej czerwonej liście w kategorii NT (bliski zagrożenia). Znajduje się także w czerwonej księdze gatunków zagrożonych w kategorii LC (najmniejszej troski).